# Samzhubzê
Samzhubzê, chữ Tạng: བསམ་འགྲུབ་རྩེ་ཆུས།; tiếng Trung: 桑珠孜, Hán Việt: Tang Châu Tư), là một quận và là đô thị lớn thứ hai tại khu tự trị Tây Tạng, Trung Quốc, đô thị có tổng số dân là 92000, nằm cách 250 km (160 mi) về phía tây nam của thủ phủ của khu tự trị là Lhasa và cách 90 km (56 mi) về phía tây bắc của Gyantse. Quận là thủ phủ của địa khu Xigazê. Quận nằm trên độ cao 3.840 mét (12.600 ft) và là nơi hợp lưu của sông Yarlung Zangbo (thượng lưu sông Brahmaputra) và sông Nyang (Nyanchue) ở miền tây Tây Tạng và từng là thủ phủ trước đây của tỉnh Ü-Tsang.

## Lịch sử
Vào thế kỷ 19, Ban-thiền Lạt-ma đã có quyền thế tục tại Tu viện Tashilhunpo và ba khu vực nhỏ, nhưng không đến thị trấn Xigazê, lúc đó chịu sự quản lý của hai Dzongpön (thái thú) được cử đến từ Lhasa. Trước khi xảy ra xung đột vũ trang giữa quân Giải phóng Nhân dân Trung Quốc và chính quyền Tây Tạng, lãnh thổ Tây Tạng được chia thành 53 khu vực được gọi là Dzongs.
Có hai Dzongpöns trực thuộc mỗi Dzong—một cho các Lạt ma (Tse-dung) và một cho thường dân. Chúng được giao cả hai nhiệm vụ dân sự và quân sự và bình đẳng trên mọi khía cạnh, mặc dù có địa vị thấp hơn các tướng và các trú tráp đại thần người Hán trong các công việc mang tính quan trọng về quân sự. Tuy nhiên, chỉ có một hoặc hai trú tráp đại thần thay mặt cho hoàng đế Trung Hoa và thường trú tại Lhasa và chỉ huy một đơn vị quân đồn trú nhỏ, quyền lực của họ bắt đầu từ năm 1728, và dần dần giảm xuống chỉ đóng vai trò thị sát trước khi bị Đạt-lai Lạt-ma thứ 13 trục xuất vào năm. Năm 1952, một thời gian ngắn sau khi chính phủ Trung Quốc cử binh lính đến khu vực, Samzhubzê có dân số ước chừng 12.000 người, và là đô thị lớn thứ hai Tây Tạng vào lúc đó.

## Địa lý
Samzhubzê nằm trên một địa thế bằng phẳng và xung quanh là những ngọn núi cao, khu vực đô thị nằm ở phía nam của sông Yarlung Zangbo, thuộc vùng phía nam của miền trung khu tự trị Tây Tạng. Bản thân khu vực đô thị của quận nằm trên độc cao 3.840 mét (12.600 ft), và trên diện tích của mình còn có 5 đỉnh núi cao trên 5.500 mét (18.000 ft).
Samzhubzê chịu ảnh hưởng của gió mùa, kiểu khí hậu lục địa ẩm núi cao (Köppen Dwb), với một mùa đông băng giá và rất khô còn mùa hè thì ấm và ẩm. Nhiệt độ tương đối ôn hòa so với cao nguyên Tây Tạng, nhiệt độ trung bình năm là 6,3 °C. Khoảng thời gian từ tháng 11 tới tháng ba, khi chênh lệch nhiệt độ ngày đêm có thể lên tới 20C. Gần hai phần ba lượng mưa trong năm tập tung từ tháng 7 đến tháng 8. Mặt trời xuất hiện quanh năm, với tổng số giờ nắng là 3248.

## Hành chính
Samzhubzê có 2 nhai đạo và 10 hương.
| #  | Tên            | Chữ Hán  | Bính âm           | Hán Việt             | Tạng văn | Wylie | Dân số (2008) | Diện tích (km²) |
| -- | -------------- | -------- | ----------------- | -------------------- | -------- | ----- | ------------- | --------------- |
| 1  | Thành Bắc      | 城北街道 | Chéngběi Jiēdào   | Thành Bắc nhai đạo   | ?        | ?     | 6000          | 70              |
| 2  | Thành Nam      | 城南街道 | Chéngnán Jiēdào   | Thành Nam nhai đạo   | ?        | ?     | 6000          | 90              |
| 3  | Liên           | 联乡     | Lián Xiāng        | Liên hương           | ?        | ?     | 5000          | 514             |
| 4  | Niên Mộc       | 年木乡   | Niánmù Xiāng      | Niên Mộc hương       | ?        | ?     | 3000          | 330             |
| 5  | Giang Đáng     | 江当乡   | Jiāngdāng Xiāng   | Giang Đáng hương     | ?        | ?     | 5000          | 304             |
| 6  | Biên Hùng      | 边雄乡   | Biānxióng Xiāng   | Biên Hùng hương      | ?        | ?     | 4000          | 230             |
| 7  | Đông Dát       | 东嘎乡   | Dōnggā Xiāng      | Đông Dát hương       | ?        | ?     | 9000          | 428             |
| 8  | Niếp Nhật Hùng | 聂日雄乡 | Nièrìxióng Xiāng  | Niếp Nhật Hùng hương | ?        | ?     | 5000          | 555             |
| 9  | Giáp Thố Hùng  | 甲措雄乡 | Jiǎcuòxióng Xiāng | Giáp thố Hùng hương  | ?        | ?     | 12000         | 471             |
| 10 | Khúc Bố Hùng   | 曲布雄乡 | Qǔbùxióng Xiāng   | Khúc Bố Hùng hương   | ?        | ?     | 5000          | 310             |
| 11 | Khúc Mỹ        | 曲美乡   | Qǔměi Xiāng       | Khúc Mỹ hương        | ?        | ?     | 6000          | 356             |
| 12 | Nạp Nhĩ        | 纳尔乡   | Nà'ěr Xiāng       | Nạp Nhĩ hương        | ?        | ?     | 2000          | 207             |